# Македонија може
„Македонија може” је југословенска телевизијска серија снимљена 1991. године у продукцији ТВ Скопље.

## Улоге
| Глумац                   | Улога                              |
| ------------------------ | ---------------------------------- |
| Душан Костовски          | (као Душко Костовски)              |
| Анче Џамбазова           |                                    |
| Димче Мешковски          |                                    |
| Владимир Дади Ангеловски | Владимир (као Владимир Ангеловски) |
| Ђокица Лукаревски        | Кирил                              |
| Игор Џамбазов            | Игор                               |
| Марија Гурчева           |                                    |
| Кирил Ристоски           | Лазо (као Кирил Ристевски)         |
| Лазе Манасков            | Инспектор Поповски                 |
| Иван Каровски            |                                    |
| Бранко Гиорчев           | Димитрије (ас Бранко Гјорчев)      |
| Софија Куновска          |                                    |
| Драган Спасов Дач        | (као Драган Спасов)                |
| Ђорђи Јолевски           |                                    |
| Виолета Лазароска        |                                    |
| Биљана Танеска           |                                    |
| Сабина Ајрула            |                                    |
| Марин Бабић              |                                    |

 Остале улоге ▼
| Глумац                    | Улога          |
| ------------------------- | -------------- |
| Диме Илијев               |                |
| Катерина Кочевска         |                |
| Виолета Шапковска         |                |
| Васил Шишков              | Милиционер     |
| Благоја Спиркоски Џумерко |                |
| Илко Стефановски          |                |
| Душица Стојановска        |                |
| Анастас Тановски          | Наратор (глас) |
| Јордан Витанов            |                |

Комплетна ТВ екипа ▼
| Редитељ              | Никола Коле Ангеловски | (као Коле Ангеловски) |
| Сценариста           | Никола Коле Ангеловски | (као Коле Ангеловски) |
| Сценариста           | Миле Поповски          |                       |
| Композитор           | Игор Џамбазов          |                       |
| Директор фотографије | Лазар Панчетовић       |                       |
| Сценограф            | Јана Петковска         |                       |
| Костимограф          | Зорица Тодоровска      |                       |